# Cuando acecha la maldad
Cuando acecha la maldad es una película de terror argentina de 2023 dirigida por Demián Rugna.
El largometraje se ubica como la producción nacional de terror más vista de la historia en Argentina.
Esta protagonizado por Ezequiel Rodriguez, Demian Salomon,  Silvana Sabater, Virginia Garofalo, Federico Liss. Desireé Salgueiro, entre otros interpretes argentinos.
El film participó en varios festivales de cine, consiguiendo varios premios y nominaciones. La obra recibió críticas muy favorables, estrenándose en una importante cantidad de salas en varios países como España, México, Brasil, Chile, Colombia, Perú, Paraguay, Ecuador y Bolivia.

## Sinopsis
En un remoto pueblo, dos hermanos descubren a un hombre poseído por un demonio y a punto de desatar el horror que lleva dentro. Pero cuando intentan detenerlo, solo consiguen acelerar el proceso y desatar un horror que puede ser mucho más aterrador cuando salga de este lugar y  llegue a una zona más poblada.

## Reparto
- Ezequiel Rodríguez como Pedro Yazurlo
- Demián Salomón como Jaime "Jimi" Yazurlo
- Silvina Sabater como Mirtha
- Luis Ziembrowski como Armando Ruiz
- Marcelo Michinaux como Santino Yazurlo
- Emilio Vodanovich como Jair Yazurlo
- Virginia Garófalo como Sabrina
- Paula Rubinsztein como Sara
- Lucrecia Nirón Talazac como Vicky
- Isabel Quinteros como María Elena Gómez
- Desirée Salgueiro como Jimena Ruiz
- Federico Liss como Leonardo "Leo"
- Ricardo Velázquez como Eduardo
- Jorge Prado como el comisario Iraola
- Diego Sampayo como el policía Gutiérrez
- Pedro Larrabide como el niño García
- Cleo Díaz como la niña aliento
- Agostina Aguilera como la niña llorona
- Celina Carbajal como la mujer policía

## Título
El nombre de la cinta fue tomado de la canción del mismo nombre de la banda de heavy metal Logos, de su disco Generación mutante (1995). A su vez, el cineasta es músico y grabó una versión con su banda de heavy metal llamada Pasco 637, como parte de la banda sonora.

## Estreno

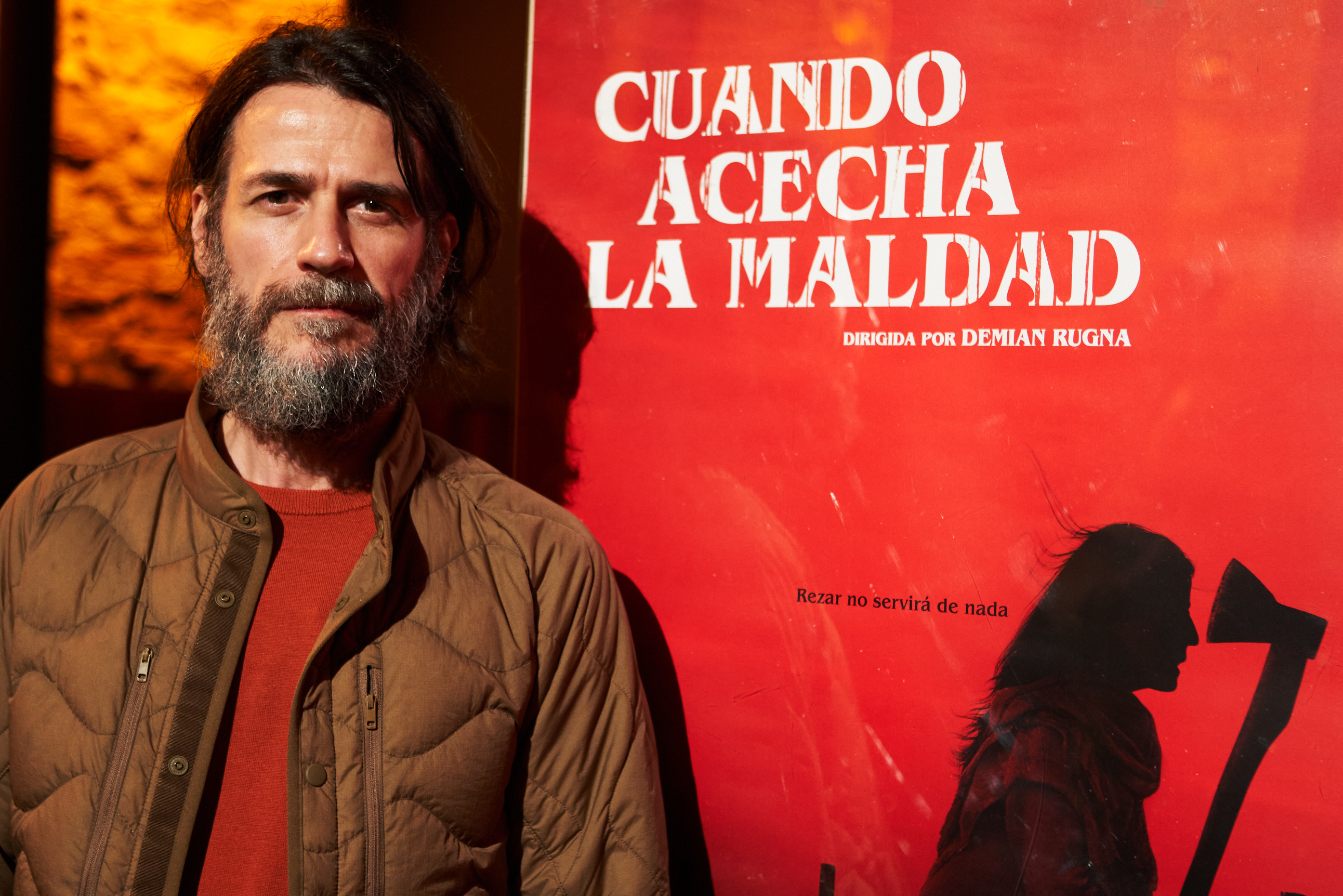
Ezequiel Rodríguez presentando la película en la Semana de Cine Fantástico y de Terror de San Sebastián en 2023

Durante la posproducción de la película, se realizó una proyección anticipada en Ventana Sur, en Puerto Madero, Buenos Aires, donde ganó el Premio Blood Window Screenings.
Cuando acecha la maldad tuvo su estreno mundial en el Festival Internacional de Cine de Toronto de 2023 el 13 de septiembre, en la sección "Midnight Madness". La empresa Charades, con sede en París, gestionó las ventas internacionales de la película en el festival. Se previó que IFC Films estrenara la película en cines el 6 de octubre en Estados Unidos y que el servicio de streaming Shudder la estrenara el 27 de octubre.
En Argentina, la película se estrenó el 9 de noviembre de 2023, consiguiendo atraer en su primer fin de semana a 40.000 espectadores. Con esos números, Cuando acecha la maldad se ubica 4° entre las películas de terror argentinas más vistas en la historia, siendo superada por No dormirás (95.714 espectadores), Sudor frío (80.549 espectadores) y Resurrección (60.979 espectadores). A los once días, escaló al puesto 1°, vendiendo más de 110.000 entradas. En 2024, la película siguió en cartelera, alcanzando los 300.000 espectadores en todas las salas del país.

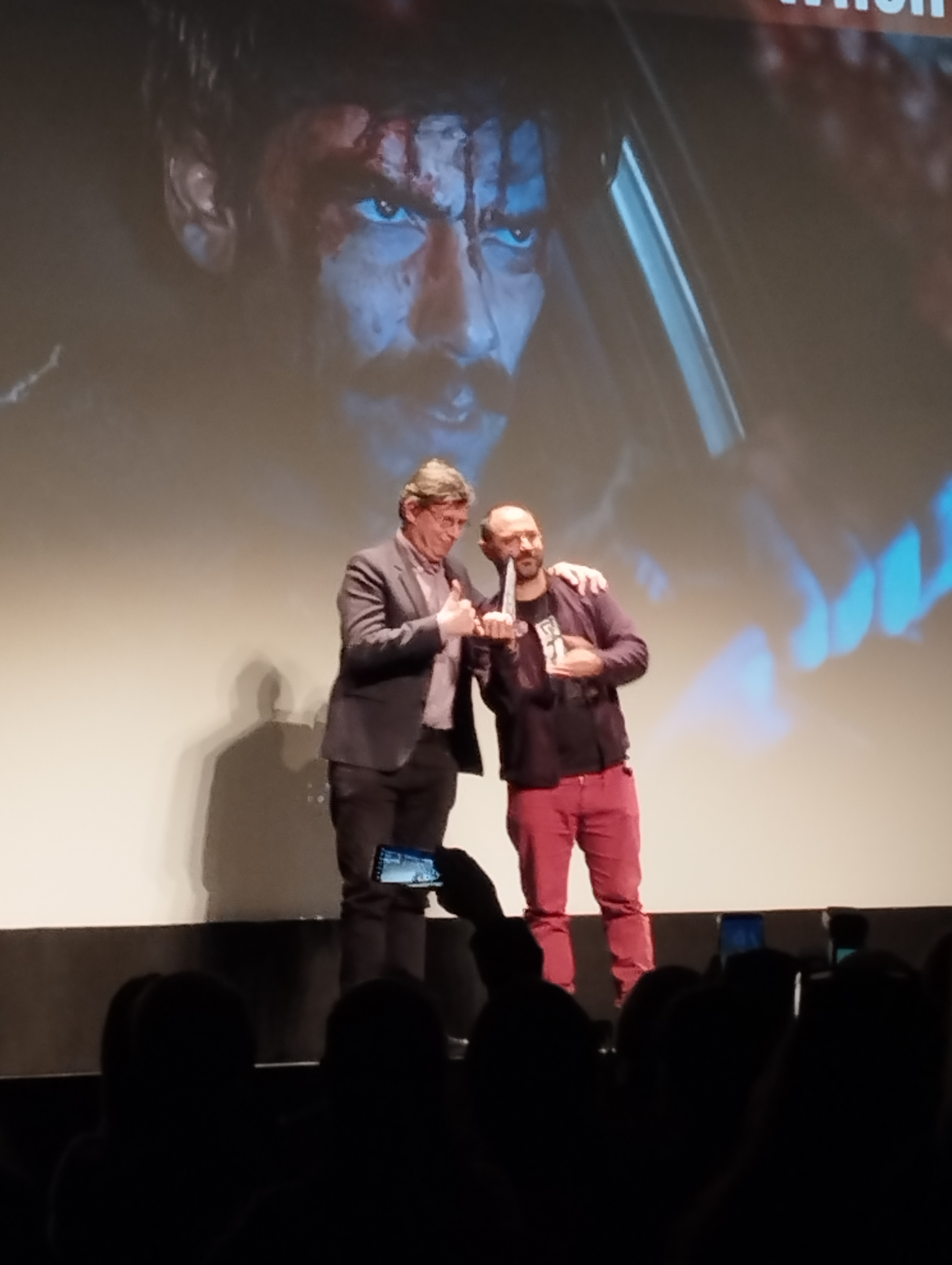
El director Demián Rugna recibiendo uno de los premios de la película junto al crítico e historiador de cine Philippe Rouyer en el Festival Internacional de Cine Fantástico de Gérardmer en enero de 2024

## Recepción crítica
Según el sitio web de revisión y reseñas Rotten Tomatoes, la cinta posee una aprobación del 98% según 61 publicaciones con una puntuación promedio de 7,7/10 y un consenso crítico que dice al respecto: "Cuando acecha la maldad es una impactante película de terror cuyos sustos superficiales resultan tan atractivos como sus inquietudes temáticas, lo que supone una adición visceralmente inquietante al canon del terror de posesión". A su vez, en el portal Metacritic la cinta posee una calificación de 75/100 basado en la recopilación de 12 reseñas. Según el sitio web Collider: "Se trata de una película de terror deliciosamente brutal en la que la tensión es el nombre del juego, ya que toma una historia clásica de posesión y la retuerce hacia un territorio más decididamente macabro".

(...) Una oscura y oportuna parábola sobre lo que ocurre cuando la confianza -entre los miembros de una comunidad, dentro de las familias, entre un gobierno y su pueblo- se desintegra.
Erik Piepenburg, escritor y columnista de horror de The New York Times 

Cuando acecha la maldad recoge la tradición del terror rural, la leyenda del “encarnado”, un cine de exorcismos sin cruces ni agua bendita que compite con lo mejor del terror contemporáneo. (...) Un terror que hunde las raíces en nuestros miedos ancestrales, en la tradición de los cuentos crueles de Horacio Quiroga, en lo profundo de una historia que todavía se está escribiendo.
Paula Vázquez Prieto, periodista, docente y critica de cine, 8 de noviembre de 2023

Carina Rodríguez, especialista en cine de terror y docente de la Universidad Nacional de Quilmes, destaca que Cuando acecha la maldad, ha alcanzado un notable éxito, como parte de un resurgimiento del cine de terror argentino desde los años 2000, gracias al apoyo del INCAA y la creación de festivales como el Buenos Aires Rojo Sangre, que han permitido a las películas de este género ganar mayor visibilidad y competir internacionalmente.

## Contexto
Rugna presenta en el largometraje características únicas que se derivan del contexto social y político de Argentina; optó por ambientar la historia en una zona campestre, lo que le permitió explorar el terror desde una perspectiva diferente, involucrando grupos sociales diversos. La elección del escenario rural permite presentar un muestrario de las clases sociales argentinas, desde los indigentes y peones hasta los grandes terratenientes.
El personaje de Ruiz, interpretado por Luis Ziembrowski, representa a los terratenientes que culpan al Estado de todos los problemas, reflejando una visión común en Argentina donde los poderosos temen la intervención estatal en sus propiedades. Esta postura se basa en el miedo a la expropiación y las retenciones por parte del gobierno.
En una entrevista en febrero de 2024, Rugna también reflexiona sobre el futuro del cine argentino, expresando su preocupación por la reducción de presupuesto para el INCAA, debido a las políticas en materia del cultura tomadas por el gobierno de Javier Milei. Destaca la importancia de instituciones como el INCAA en el proceso creativo y en el apoyo a películas independientes como Cuando acecha la maldad y su obra anterior, Aterrados. Señala que el valor de estas instituciones no se debe medir solo por el éxito comercial, sino por su contribución al desarrollo cultural y cinematográfico del país: 

Esta película no hubiera existido si no hubiera sido por el Instituto del Cine. No sólo esta, sino que mi anterior, Aterrados. Digo esto porque muchas veces se miran los resultados y no el proceso. No es que una institución solo tenga que hacer filmes con éxito y si no lo son, no sirven de nada. Llegué a hacer Cuando acecha la maldad solo gracias a películas anteriores que fueron algo así como mi cimiento. Es por eso que en el mundo de la cultura estamos en estado de alarma y desesperación por esta situación.
Damián Rugna, 9 de febrero de 2024

## Premios y nominaciones
| Año  | Premio/Festival de cine                                  | Fecha del evento                     | Categoría                        | Nominado                                         | Resultado     | Ref.          |
| ---- | -------------------------------------------------------- | ------------------------------------ | -------------------------------- | ------------------------------------------------ | ------------- | ------------- |
| 2023 | Festival de Toronto                                      | 7 de septiembre al 17 de septiembre  | Locura de medianoche             | Cuando acecha la maldad                          | Participación | [ 7 ]         |
| 2023 | Fantastic Fest                                           | 21 de septiembre al 28 de septiembre | Mejor película                   | Cuando acecha la maldad                          | Nominado      | [ 19 ]        |
| 2023 | Beyond Fest                                              | 26 de septiembre al 10 de octubre    | Proyecciones especiales          | Cuando acecha la maldad                          | Participación | [ 20 ]        |
| 2023 | Festival de Sitges                                       | 5 de octubre al 15 de octubre        | Mejor película                   | Cuando acecha la maldad                          | Ganador       | [ 21 ]        |
| 2023 | Festival de Sitges                                       | 5 de octubre al 15 de octubre        | Òrbita / Blood Window            | Cuando acecha la maldad                          | Ganador       | [ 22 ]        |
| 2024 | Festival internacional de cine fantástico de Gerardmer   | 29 de enero al 2 de febrero          | Premio de la Crítica             | Cuando acecha la maldad                          | Ganador       | [ 22 ]        |
| 2024 | Festival internacional de cine fantástico de Gerardmer   | 29 de enero al 2 de febrero          | Premio del Público               | Cuando acecha la maldad                          | Ganador       | [ 22 ]        |
| 2024 | Critics' Choice Super Awards                             | 4 de abril                           | Mejor película de terror         | Cuando acecha la maldad                          | Nominado      | [ 23 ]        |
| 2024 | Premios Platino                                          | 20 de abril                          | Mejor sonido                     | Pablo Isola                                      | Nominado      | [ 24 ]        |
| 2024 | Premios Sur                                              | 26 de agosto                         | Mejor película                   | Cuando acecha la maldad                          | Ganador       | [ 25 ] [ 26 ] |
| 2024 | Premios Sur                                              | 26 de agosto                         | Mejor dirección                  | Demián Rugna                                     | Ganador       | [ 25 ] [ 26 ] |
| 2024 | Premios Sur                                              | 26 de agosto                         | Mejor actor                      | Ezequiel Rodríguez                               | Nominado      | [ 25 ] [ 26 ] |
| 2024 | Premios Sur                                              | 26 de agosto                         | Mejor actriz de reparto          | Virginia Garófalo                                | Nominada      | [ 25 ] [ 26 ] |
| 2024 | Premios Sur                                              | 26 de agosto                         | Mejor actor revelación           | Marcelo Michinaux                                | Nominado      | [ 25 ] [ 26 ] |
| 2024 | Premios Sur                                              | 26 de agosto                         | Mejor montaje                    | Lionel Cornistein                                | Nominado      | [ 25 ] [ 26 ] |
| 2024 | Premios Sur                                              | 26 de agosto                         | Mejor diseño de vestuario        | Pheonia Veloz                                    | Ganadora      | [ 25 ] [ 26 ] |
| 2024 | Premios Martín Fierro de Cine y Series                   | 21 de octubre                        | Mejor dirección de arte          | Laura Agueberrehere                              | Ganadora      | [ 27 ]        |
| 2024 | Premios Martín Fierro de Cine y Series                   | 21 de octubre                        | Mejor diseño de vestuario        | Pheonia Veloz                                    | Ganadora      | [ 27 ]        |
| 2024 | Premios Martín Fierro de Cine y Series                   | 21 de octubre                        | Mejor sonido                     | Pablo Isola                                      | Ganador       | [ 27 ]        |
| 2024 | Premios Martín Fierro de Cine y Series                   | 21 de octubre                        | Mejor actor protagónico de drama | Ezequiel Rodríguez                               | Nominado      | [ 27 ]        |
| 2024 | Premios Martín Fierro de Cine y Series                   | 21 de octubre                        | Mejor actor reparto en drama     | Luis Ziembrowski                                 | Nominado      | [ 27 ]        |
| 2024 | Premios Martín Fierro de Cine y Series                   | 21 de octubre                        | Mejor dirección                  | Demián Rugna                                     | Nominado      | [ 27 ]        |
| 2024 | Premios Martín Fierro de Cine y Series                   | 21 de octubre                        | Mejor guion                      | Demián Rugna                                     | Nominado      | [ 27 ]        |
| 2024 | Premios Martín Fierro de Cine y Series                   | 21 de octubre                        | Mejor edición                    | Lionel Cornistein                                | Nominado      | [ 27 ]        |
| 2024 | Premios Martín Fierro de Cine y Series                   | 21 de octubre                        | Mejor fotografía                 | Mariano Suárez                                   | Ganador       | [ 27 ]        |
| 2024 | Premios Martín Fierro de Cine y Series                   | 21 de octubre                        | Mejor actor revelación           | Marcelo Michinaux                                | Nominado      | [ 27 ]        |
| 2024 | Premios Martín Fierro de Cine y Series                   | 21 de octubre                        | Mejor maquillaje                 | Marcos Berta y Elizabet Gora                     | Nominado      | [ 27 ]        |
| 2024 | Premios Martín Fierro de Cine y Series                   | 21 de octubre                        | Mejor música original            | Pablo Fuu                                        | Nominado      | [ 27 ]        |
| 2024 | Premios Martín Fierro de Cine y Series                   | 21 de octubre                        | Mejor película de cine           | Cuando acecha la maldad                          | Nominado      | [ 27 ]        |
| 2024 | Alianza Latinoamericana de Festivales de Cine Fantástico | 17 de enero de 2025                  | Mejor largometraje               | Cuando acecha la maldad                          | Ganador       | [ 28 ] [ 29 ] |
| 2024 | Alianza Latinoamericana de Festivales de Cine Fantástico | 17 de enero de 2025                  | Mejor director                   | Demián Rugna                                     | Ganador       | [ 28 ] [ 29 ] |
| 2024 | Alianza Latinoamericana de Festivales de Cine Fantástico | 17 de enero de 2025                  | Mejor guion                      | Demián Rugna                                     | Nominado      | [ 28 ] [ 29 ] |
| 2024 | Alianza Latinoamericana de Festivales de Cine Fantástico | 17 de enero de 2025                  | Mejor actriz                     | Silvina Sabater                                  | Nominada      | [ 28 ] [ 29 ] |
| 2024 | Alianza Latinoamericana de Festivales de Cine Fantástico | 17 de enero de 2025                  | Mejor actor                      | Ezequiel Rodríguez                               | Ganador       | [ 28 ] [ 29 ] |
| 2025 | Premios Cóndor de Plata                                  | 20 de febrero                        | Mejor película                   | Cuando acecha la maldad                          | Nominado      | [ 30 ]        |
| 2025 | Premios Cóndor de Plata                                  | 20 de febrero                        | Mejor dirección                  | Demián Rugna                                     | Nominado      | [ 30 ]        |
| 2025 | Premios Cóndor de Plata                                  | 20 de febrero                        | Mejor actor de reparto           | Luis Ziembrowski                                 | Nominado      | [ 30 ]        |
| 2025 | Premios Cóndor de Plata                                  | 20 de febrero                        | Revelación masculina             | Marcelo Michinaux                                | Nominado      | [ 30 ]        |
| 2025 | Premios Cóndor de Plata                                  | 20 de febrero                        | Mejor guion original             | Demián Rugna                                     | Nominado      | [ 30 ]        |
| 2025 | Premios Cóndor de Plata                                  | 20 de febrero                        | Mejor fotografía                 | Mariano Suárez                                   | Nominado      | [ 30 ]        |
| 2025 | Premios Cóndor de Plata                                  | 20 de febrero                        | Mejor montaje                    | Lionel Cornistein                                | Nominado      | [ 30 ]        |
| 2025 | Premios Cóndor de Plata                                  | 20 de febrero                        | Mejor dirección de arte          | Laura Agueberrehere                              | Nominada      | [ 30 ]        |
| 2025 | Premios Cóndor de Plata                                  | 20 de febrero                        | Mejor diseño de vestuario        | Pheonia Veloz                                    | Nominada      | [ 30 ]        |
| 2025 | Premios Cóndor de Plata                                  | 20 de febrero                        | Mejor música original            | Pablo Fuu                                        | Nominado      | [ 30 ]        |
| 2025 | Premios Cóndor de Plata                                  | 20 de febrero                        | Mejor maquillaje y peluquería    | Elizabet Gora y Micaela Soledad Pimentel Lértora | Ganadoras     | [ 30 ]        |
| 2025 | Premios Cóndor de Plata                                  | 20 de febrero                        | Mejor sonido                     | Pablo Isola                                      | Ganador       | [ 30 ]        |